# Cerotainiops wilcoxi
Cerotainiops wilcoxi là một loài ruồi trong họ Asilidae. Cerotainiops wilcoxi được Pritchard miêu tả năm 1942.